# 大石静
大石 静（おおいし しずか、1951年9月15日 - 、本名：高橋 静（たかはし しずか））は、日本の脚本家、エッセイスト、作家、女優。
東京都千代田区猿楽町出身。日本女子大学文学部卒業。ノート所属。『セカンドバージン』など数々のラブストーリーを手掛け、「ラブストーリーの名手」と評される。夫は舞台監督の高橋正篤。

## 来歴・人物
1951年（昭和26年）東京都千代田区・駿河台にあった旅館「駿台荘」で生まれ育つ（のちに大石の著作のタイトル『駿台荘物語』にもなっている）。同旅館は著名文士等の隠れ場所でもあり、大石の養母がオーナーを務めていた。
1974年（昭和49年）、日本女子大学文学部国文学科（現・日本文学科）卒業。女優を志し青年座研究所に入所。24歳の時に甲状腺癌を発病し、その後間もなく高橋と結婚。宮川一郎に師事し、1981年（昭和56年）、永井愛と2人だけの劇団「二兎社」を設立。二人で交互に女優と脚本を担当していた。
1986年（昭和61年）にTBSのテレビドラマ『水曜日の恋人たち～見合いの傾向と対策～』で本格的に脚本家としてデビュー。以降、オリジナル作品を中心に多数のテレビドラマの脚本を担当。
1991年（平成3年）、脚本に専念するために俳優を廃業し、二兎社を退団。
1996年（平成8年）、NHK連続テレビ小説『ふたりっ子』の脚本で第15回向田邦子賞と第5回橋田賞をダブル受賞。脚本を担当した2010年（平成22年）のNHKドラマ『セカンドバージン』は社会現象を巻き起こし、東京ドラマアウォード2011の連続ドラマ部門〈優秀賞〉および脚本賞、放送ウーマン賞2010を受賞。2020年（令和2年）に脚本家としての功績により文化庁長官表彰、2021年（令和3年）には旭日小綬章を受章。
2017年（平成29年）にはキャリア初のアニメーション作品、かつ初のファンタジー作品としてテレビアニメ『神撃のバハムート VIRGIN SOUL』の脚本（全24話）を担当した。
2024年（令和6年）NHK大河ドラマ『光る君へ』の脚本を2021年から2024年9月27日頃まで執筆。前後し、同脚本の執筆中となる2022年12月に夫の高橋正篤と死別。

## エピソード
70年安保闘争の頃、抗争で怪我をした学生を自分の部屋に匿い、怪我の処置をした事がある。安保闘争、全共闘運動・大学紛争という時代のうねりを目の当たりにして「何が真実なのか分からない。あの光景を見た時から、私にとって何が大事なのか。自分はどう生きたいのかを常に問いかけるようになった」と当時の出来事が自身の精神面に強い影響を与えたと振り返っている。
死別した夫とは20代半ばで結婚した。大石が芝居をやっていたころ、劇団を立ち上げるときも背中を押し、苦しいときは支えてくれた存在だった。夫に介護が必要になると当時執筆していた大河ドラマの脚本を書くのは難しくなり、執筆活動をストップしていた時期もあった。ケアマネージャーも自治体にかけあうなどいろいろ苦心してくれたが、結果的に老老介護の典型的な状態になり、介護と仕事の両立には、まだ多くの問題が立ちはだかっていると痛感した。
1番好きな小説に檀一雄の『火宅の人』を挙げ、その他の好きな小説には島崎藤村の『新生』、林芙美子の『浮雲』を挙げている。また、劇作家ピーター・シェーファーの「感動することによってのみ人間は変化する」という言葉が心の支えになっていると話している。
大石が脚本を執筆したテレビ朝日系『しあわせな結婚』の主演である阿部サダヲ演じる原田幸太郎の人物設計をするにあたり、2020年に放送されたドラマ『スイッチ』に登場した駒月直（演・阿部サダヲ）の人物像が好きなため、そこから刺激を受けたと話している。

## 脚本作品

### テレビドラマ
| 放送年 | タイトル                                       | 制作局     | 放送枠               | 主な出演者                                                       |
| ------ | ---------------------------------------------- | ---------- | -------------------- | ---------------------------------------------------------------- |
| 1986年 | 水曜日の恋人たち 見合いの傾向と対策            | TBS        | 水曜ドラマスペシャル | 浅野ゆう子                                                       |
| 1987年 | 悪妻物語                                       | テレビ東京 | ドラマ女の手記       | 岡江久美子                                                       |
| 1987年 | 恋に恋して恋きぶん                             | TBS        | 火9                  | MIE                                                              |
| 1987年 | 水曜日の恋人たちIII 恋のプッツン指数           | TBS        | 水曜ドラマスペシャル | 浅野ゆう子                                                       |
| 1987年 | ヨーシいくぞ!                                  | TBS        | 木7:30               | 吉幾三                                                           |
| 1987年 | 赤ちゃんに乾杯!                                | TBS        | 土10                 | 荻野目洋子                                                       |
| 1988年 | 隣の未亡人とおかしな二人                       | テレビ朝日 | 木9                  | 八千草薫、草刈正雄                                               |
| 1988年 | 時間ですよ たびたび                            | TBS        | 月9                  | 森光子                                                           |
| 1988年 | 隣の奥さん                                     | TBS        | ドラマ23             | 岩下志麻、佐藤B作                                                |
| 1988年 | 下町の空は茜色                                 | TBS        | ドラマ23             | 三田村邦彦、有森也実、野口五郎                                   |
| 1989年 | 鎌倉ペンション物語                             | TBS        | 愛の劇場             | 沢田亜矢子                                                       |
| 1989年 | アメリカ映画みたいに                           | TBS        | 土曜ドラマスペシャル | 古谷一行、早見優                                                 |
| 1989年 | お局様はハイミス管理職                         | TBS        | 月曜ドラマスペシャル | 泉ピン子                                                         |
| 1990年 | 残りの雪                                       | TBS        | 月曜ドラマスペシャル | 藤竜也、竹下景子                                                 |
| 1990年 | トップスチュワーデス物語                       | TBS        | 火8                  | 山田邦子                                                         |
| 1990年 | 舞いの家                                       | TBS        | 月曜ドラマスペシャル | 根津甚八、古手川祐子                                             |
| 1990年 | あなたの知らない世界「兄弟」                   | TBS        | 単発ドラマ           | 坂上香織                                                         |
| 1991年 | ママってきれい!?                               | TBS        | 金9                  | 浅野温子                                                         |
| 1991年 | 柴門ふみの恋愛論                               | TBS        | ドラマチック22       | 秋吉久美子、小林聡美、伊原剛志、河合美智子、渡辺正行、船越英一郎 |
| 1991年 | 危険な女                                       | TBS        | ドラマチック22       | 渡辺正行                                                         |
| 1991年 | 流れのさなかで                                 | TBS        | 月曜ドラマスペシャル | 沢田亜矢子                                                       |
| 1991年 | ステキなわがママ                               | TBS        | ドラマチック22       | 所ジョージ、阿木燿子                                             |
| 1991年 | 不思議な愛の語・雪山遭遇                       | TBS        | 単発ドラマ           | 髙嶋政宏                                                         |
| 1991年 | デパート!夏物語                                | TBS        | 火8                  | 高嶋政宏                                                         |
| 1991年 | ヴァンサンカン・結婚                           | フジテレビ | 木10                 | 安田成美                                                         |
| 1992年 | おとなの選択                                   | TBS        | 金10                 | 松田聖子                                                         |
| 1992年 | 夫婦のさかだち                                 | TBS        | 日9（単発）          | 橋爪功、倍賞美津子                                               |
| 1992年 | けんかラーメン                                 | TBS        | 日9（単発）          | 風間杜夫、安田成美                                               |
| 1992年 | 本気でオンリー・ユー                           | 読売テレビ | ドラマシティ'92      | 間寛平、床嶋佳子                                                 |
| 1992年 | 家族の食卓'93 「天子の梯子」                   | フジテレビ | 単発ドラマ           | 浅野温子、渡瀬恒彦                                               |
| 1993年 | わたしってブスだったの?                        | TBS        | 金10                 | 松田聖子                                                         |
| 1993年 | 結婚式                                         | フジテレビ | 単発ドラマ           | 菊池桃子、石田純一                                               |
| 1993年 | 徹底的に愛は…                                  | TBS        | 金10                 | 仙道敦子、吉田栄作                                               |
| 1994年 | 長男の嫁                                       | TBS        | 木10                 | 浅野ゆう子                                                       |
| 1994年 | 松本清張特別企画・証明                         | TBS        | 単発ドラマ           | 風間杜夫                                                         |
| 1994年 | 私の運命                                       | TBS        | 火9                  | 坂井真紀                                                         |
| 1995年 | 長男の嫁2・実家天国                            | TBS        | 木10                 | 浅野ゆう子                                                       |
| 1996年 | ふたりっ子                                     | NHK総合    | 連続テレビ小説       | 岩崎ひろみ、菊池麻衣子                                           |
| 1997年 | オトナの男                                     | TBS        | 日9                  | 役所広司                                                         |
| 1998年 | Days                                           | フジテレビ | 月9                  | 長瀬智也                                                         |
| 1998年 | ふたつの愛                                     | NHK総合    | 水10                 | 田中好子                                                         |
| 1998年 | あきまへんで!                                  | TBS        | 金10                 | 中村玉緒                                                         |
| 1999年 | アフリカの夜                                   | フジテレビ | 木10                 | 鈴木京香                                                         |
| 1999年 | 松本清張特別企画・顔                           | TBS        | 単発ドラマ           | 戸田菜穂                                                         |
| 1999年 | 終のすみか                                     | NHK総合    | 土9                  | 段田安則、田中好子                                               |
| 2000年 | オードリー                                     | NHK総合    | 連続テレビ小説       | 岡本綾                                                           |
| 2001年 | ハンドク!!!                                    | TBS        | 水10                 | 長瀬智也                                                         |
| 2002年 | 愛と青春の宝塚                                 | フジテレビ | 正月ドラマ           | 藤原紀香、木村佳乃                                               |
| 2002年 | First Love                                     | TBS        | 水10                 | 渡部篤郎、深田恭子                                               |
| 2003年 | あなたの人生お運びします!                      | TBS        | 木10                 | 藤原紀香                                                         |
| 2004年 | 向田邦子の恋文                                 | TBS        | 正月ドラマ           | 山口智子、大口広司、樹木希林、岸本加世子、加藤治子、森繁久弥     |
| 2004年 | 9.11                                           | フジテレビ | 単発ドラマ           | 和久井映見、稲垣吾郎、石黒賢、鈴木杏樹、柏木由紀子、宇津井健     |
| 2005年 | 国盗り物語                                     | テレビ東京 | 新春ワイド時代劇     | 北大路欣也、伊藤英明、渡部篤郎                                   |
| 2006年 | 功名が辻                                       | NHK総合    | 大河ドラマ           | 仲間由紀恵、上川隆也                                             |
| 2007年 | ミヤコ蝶々ものがたり                           | テレビ朝日 | 単発ドラマ           | 久本雅美                                                         |
| 2007年 | 恋せども、愛せども                             | WOWOW      | ドラマW              | 長谷川京子、京野ことみ、池内博之、檀ふみ、岸惠子                 |
| 2007年 | 暴れん坊ママ                                   | フジテレビ | 火9                  | 上戸彩、大泉洋                                                   |
| 2008年 | おせん                                         | 日本テレビ | 火10                 | 蒼井優                                                           |
| 2008年 | 四つの嘘                                       | テレビ朝日 | 木9                  | 永作博美                                                         |
| 2009年 | ママは昔パパだった                             | WOWOW      | 連続ドラマW          | 戸田恵子                                                         |
| 2009年 | ギネ 産婦人科の女たち                          | 日本テレビ | 水10                 | 藤原紀香                                                         |
| 2010年 | 夏子と天才詐欺師たち                           | 朝日放送   | 単発ドラマ           | 藤山直美                                                         |
| 2010年 | セカンドバージン                               | NHK総合    | 火10                 | 鈴木京香                                                         |
| 2011年 | 蜜の味〜A Taste Of Honey〜                     | フジテレビ | 木10                 | 榮倉奈々、菅野美穂                                               |
| 2012年 | 鈴子の恋 ミヤコ蝶々女の一代記                  | 東海テレビ | 昼の帯ドラマ         | 映美くらら                                                       |
| 2012年 | クレオパトラな女たち                           | 日本テレビ | 水10                 | 佐藤隆太                                                         |
| 2013年 | お天気お姉さん                                 | テレビ朝日 | 金11                 | 武井咲                                                           |
| 2013年 | ガラスの家                                     | NHK総合    | ドラマ10             | 井川遥                                                           |
| 2014年 | 家族狩り                                       | TBS        | 金曜ドラマ           | 松雪泰子                                                         |
| 2014年 | ゼロの真実〜監察医・松本真央〜                 | テレビ朝日 | 木曜ドラマ           | 武井咲                                                           |
| 2015年 | セカンド・ラブ                                 | テレビ朝日 | 金曜ナイトドラマ     | 亀梨和也                                                         |
| 2016年 | コントレール〜罪と恋〜                         | NHK総合    | ドラマ10             | 石田ゆり子                                                       |
| 2016年 | 家売るオンナ                                   | 日本テレビ | 水10                 | 北川景子                                                         |
| 2017年 | しあわせの記憶                                 | TBS        | スペシャルドラマ     | 渡辺謙                                                           |
| 2017年 | トットちゃん!                                  | テレビ朝日 | 帯ドラマ劇場         | 清野菜名、松下奈緒                                               |
| 2018年 | 大恋愛〜僕を忘れる君と                         | TBS        | 金曜ドラマ           | 戸田恵梨香、ムロツヨシ                                           |
| 2019年 | 家売るオンナの逆襲                             | 日本テレビ | 水10                 | 北川景子                                                         |
| 2019年 | 永遠のニㇱパ 〜北海道と名付けた男 松浦武四郎〜 | NHK札幌    | スペシャルドラマ     | 松本潤                                                           |
| 2020年 | 知らなくていいコト                             | 日本テレビ | 水10                 | 吉高由里子                                                       |
| 2020年 | 恋する母たち                                   | TBS        | 金曜ドラマ           | 木村佳乃、吉田羊、仲里依紗                                       |
| 2021年 | あのときキスしておけば                         | テレビ朝日 | 金曜ナイトドラマ     | 松坂桃李、麻生久美子、井浦新                                     |
| 2021年 | 和田家の男たち                                 | テレビ朝日 | 金曜ナイトドラマ     | 相葉雅紀、佐々木蔵之介、段田安則                                 |
| 2023年 | 星降る夜に                                     | テレビ朝日 | 火曜9時ドラマ        | 吉高由里子、北村匠海                                             |
| 2024年 | 光る君へ                                       | NHK総合    | 大河ドラマ           | 吉高由里子                                                       |
| 2025年 | しあわせな結婚                                 | テレビ朝日 | 木曜ドラマ           | 阿部サダヲ、松たか子                                             |

### 映画
- ツルモク独身寮（1991年）
- まぼろしの邪馬台国（2008年）
- 내눈에 콩깍지（韓国映画、邦題：顔と心と恋の関係）（2010年）
- セカンドバージン（2011年）

### 配信ドラマ
- 離婚しようよ（2023年配信、Netflix）[32] ※宮藤官九郎と共同脚本

### アニメ
- 神撃のバハムート VIRGIN SOUL（2017年）

### 舞台
- 兎たちのバラード（1981年、二兎社、池袋パモス青芸館）
- 水曜日の風景（1982年、二兎社、池袋パモス青芸館）
- VALUE価値（1983年、二兎社、池袋パモス青芸館）
- 女神様のランプ（1984年、二兎社、銀座みゆき館劇場）
- GIRL's TIME -女の子よ、大志を抱け!-（1995年、2000年、PARCO劇場）
- 愛と青春の宝塚 〜恋よりも生命よりも〜（2008年、新宿コマ劇場、2011年、青山劇場、梅田芸術劇場）
- プライド（2010年、東宝、シアタークリエ）
- 美しき生涯 －石田三成 永遠（とわ）の愛と義－（2011年、宝塚歌劇団宙組公演）
- カリスタの海に抱かれて（2015年、宝塚歌劇団花組公演）

## 作詞
- クミコ「最後の恋〜哀しみのソレアード〜」（2011年）

## 出版

### 脚本集
- 『シナリオ わたしってブスだったの?』PHP研究所、1993年10月。
- 『徹底的に愛は…』キネマ旬報社、1993年12月。
- 『客席の中の女優たち』モーニングデスク（発行）、星雲社（発売）、1995年11月[注 7]。
- 『ふたりっ子』全5冊、新風舎〈新風舎文庫〉、2003年10月。
- 『星降る夜に シナリオブック』幻冬舎、2023年3月。

### 小説
- 鎌倉ペンション物語（1989年5月、角川文庫）共著：小野紀美子
- ヴァンサンカン・結婚（1991年11月、ワニブックス）
- 愛才（2000年、文藝春秋→文春文庫）
- 四つの嘘（2005年、幻冬舎→幻冬舎文庫）

### エッセイ
- わたしってブスだったの?（1993年7月、飛鳥新社→文春文庫）
- 男こそ顔だ!（1994年1月、文藝春秋→文春文庫）
- 駿台荘物語（1994年11月、文藝春秋→文春文庫）
- 『客席の中の女優たち』モーニングデスク（発行）、星雲社（発売）、1995年11月。
- ねこの恋（1998年、講談社→講談社文庫）
- 静心（2001年3月、角川書店→『究極のいい女』〈改題〉角川文庫）
- ポンポンしてる?（2003年、小学館→幻冬舎文庫）
- 別れられないよね？（2005年、幻冬舎）
- 日本のイキ（2006年、幻冬舎文庫）
- ニッポンの横顔（2008年、中央公論新社）

## 受賞歴
1995年
- 第4回ザテレビジョンドラマアカデミー賞 脚本賞（『私の運命』）[33]

1996年
- 第15回向田邦子賞（『ふたりっ子』）[34]
- 第5回橋田賞（『ふたりっ子』）[35]

2008年
- 第62回文化庁芸術祭賞テレビ部門（ドラマの部）優秀賞（『恋せども、愛せども』）[36]

2011年
- 東京ドラマアウォード2011 脚本賞（『セカンド・バージン』）、連続ドラマ部門 優秀賞（『セカンド・バージン』）[37][21]
- 放送ウーマン賞2010（『セカンド・バージン』）[22]

2018年
- 第99回ザテレビジョンドラマアカデミー賞 脚本賞（『大恋愛〜僕を忘れる君と』）[38]

2019年
- 第14回コンフィデンスアワード・ドラマ賞 脚本賞（『大恋愛〜僕を忘れる君と』）[39]

2020年
- 文化庁長官表彰[23]

2021年
- 旭日小綬章[40][1]
- 第72回NHK放送文化賞[41][42]

2023年
- 東京ドラマアウォード2023 連続ドラマ部門 優秀賞（『星降る夜に』）[43]

2024年
- 第72回菊池寛賞[44]